# Хитрово, Николай Фёдорович
Николай Фёдорович Хитрово (1771—1819) — генерал-майор из рода Хитрово, в 1815—1817 годах — посланник при дворе тосканского великого герцога во Флоренции, собиратель картин.

## Биография
Сын камер-юнкера Фёдора Александровича Хитрово и княжны Хилковой; двоюродный брат обер-прокурора и министра А. Н. Голицына. Служил в лейб-гвардии Преображенском полку. В 1799 году был командиром Сумского гусарского полка.
Хитрово был российским поверенным в делах при дворе великого герцога Тосканского во Флоренции в 1815—1817 годах. По словам графа Ф. Г. Головкина, он был умен и приятен в обращении, но часто болел, а беспорядок в личных делах налагал на него отпечаток меланхолии и грусти, которых он не мог скрыть. Образ жизни Хитрово во Флоренции был лишен здравого смысла, по поводу каждого придворного события он устраивал праздник и покупал в долг картины, гравюры и разные камни.
В 1817 году Хитрово получил отставку, но из-за долгов был вынужден остаться во Флоренции. Он жил на скромную пенсию, распродавал своё имущество и «мужественно переносил своё несчастье». Умер 7 мая (19 мая по новому стилю) 1819 года в Тоскане, похоронен в Ливорно.
С 1817 года его собрание античной скульптуры, расписных ваз и камей размещалось в Петербурге, в бывшем особняке графини Лаваль на Английской набережной 4. В 1852 году коллекция поступила в Эрмитаж.
Был женат на Елизавете Михайловне Голенищевой-Кутузовой (1783—1839) — дочери М. И. Голенищева-Кутузова, которая в первом браке состояла за штабс-капитаном графом Фёдором Ивановичем Тизенгаузеном (1782—1805), погибшим в битве под Аустерлицем.

## Награды
- Награждён орденом Св. Георгия 3-й степени (№ 169, 22 августа 1807) и другими орденами.
- Орден Красного Орла (1807, королевство Пруссия)[6] [7]